# Велике Юрково
Велике Юрково (рос. Большое Юрково) — присілок в Дновському районі Псковської області Російської Федерації.
Населення становить 144 особи. Входить до складу муніципального утворення Муніципальне утворення Дно.

## Історія
Від 2015 року входить до складу муніципального утворення Муніципальне утворення Дно.

## Населення
| 2001 | 2002 | 2010 |
| ---- | ---- | ---- |
| 253  | ↘184 | ↘144 |